# Ataque com ácido

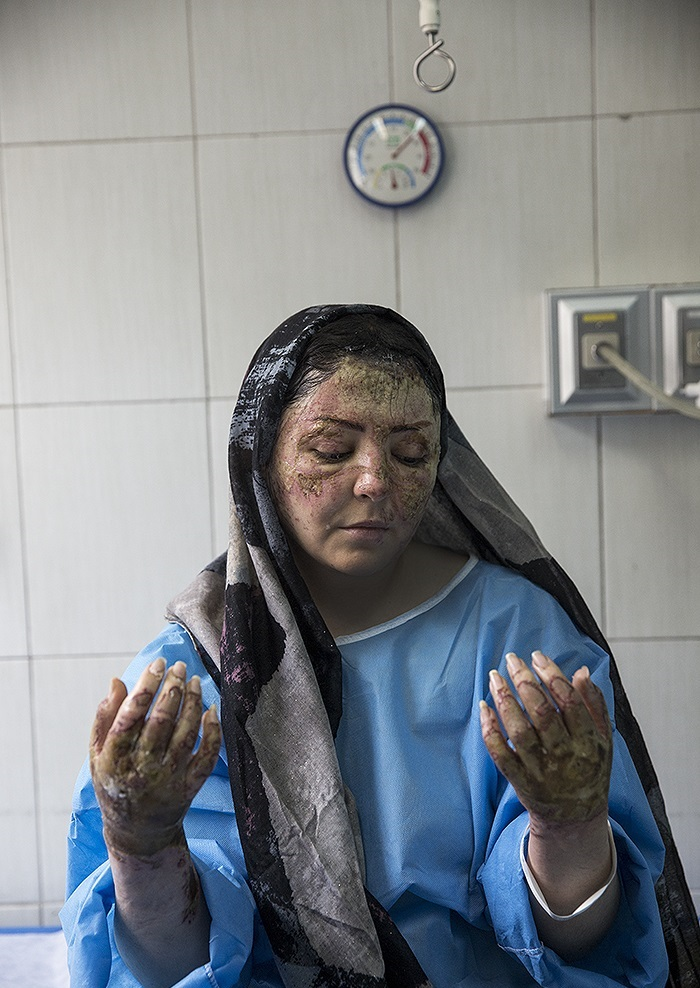
Uma mulher iraniana vítima de ataque com ácido.

Ataque com ácido  é uma forma de agressão violenta  definida como o ato de jogar ácido ou uma substância corrosiva contra o corpo de outro indivíduo, com a intenção de desfigurar, mutilar, torturar ou matar." Autores destes ataques jogam ácido em suas vítimas, geralmente em seus rostos, queimando e danificando a pele, muitas vezes expondo e, por vezes, dissolvendo os ossos. Os tipos mais comuns de ácido utilizado nestes ataques são o ácido sulfúrico e o ácido nítrico. O ácido clorídrico é por vezes utilizado, mas é muito menos prejudicial. Também são utilizadas soluções aquosas de substâncias  fortemente alcalinas, tais como soda cáustica (hidróxido de sódio), particularmente em áreas onde os ácidos fortes são substâncias controladas.As consequências duradoras desses ataques podem muitas vezes incluir cegueira, bem como cicatrizes permanentes no rosto e  corpo, além de dificuldades sociais, psicológicas e econômicas.
Embora os ataques com ácido ocorram em todo o mundo, inclusive na Europa e nos Estados Unidos, esse tipo de violência está concentrada principalmente no Sul da Ásia.. Entre 1999 e 2013, o Bangladesh tem vindo a reportar o maior número de ataques e as mais altas taxas de incidência contra mulheres, com 3,512 pessoas atacadas com ácido.

## Efeitos na saúde
O efeito mais notável de um ataque de ácido são as deformações físicas e estéticas. De acordo com a Fundação Acid Survivors Foundationn o Paquistão, tem uma elevada taxa de sobrevivência entre as vítimas de ataques com ácido. Consequentemente, a vítima é confrontada com desafios físicos, o que a longo prazo, exige tratamento cirúrgico, bem como desafios psicológicos, que exigem profunda intervenção de psicólogos e conselheiros em cada fase da recuperação física.

### Médico
O efeitos médicos de ataques com ácido são extensos. Como a maioria dos ataques com ácido visam o rosto, vários artigos avaliam criteriosamente as implicações médicas para estas vítimas. A gravidade do dano depende da concentração do ácido e o tempo antes que o ácido é cuidadosamente lavado com água ou neutralizado com um agente neutralizante. O ácido pode rapidamente corroer a pele, a camada de gordura abaixo da pele e, em alguns casos, até mesmo o osso subjacente. As pálpebras e os lábios podem ser completamente destruídos, o nariz e as orelhas severamente danificados. 
Além dos danos diretamente no tecido da área afetada, as vítimas enfrentam a possibilidade de septicemia, insuficiência renal, despigmentação da pele e até mesmo a morte.

### Psicológico
Os sobreviventes enfrentam muitos problemas de saúde mental após a recuperação. Um estudo mostrou que quando comparado com normas para o bem-estar psicológico do Ocidente, as vítimas não Caucasianos relataram níveis mais elevados de ansiedade, depressão e pontuaram mais alto na escala Derriford que mede o sofrimento psicológico devido a uma preocupação com sua aparência. Além disso, as mulheres relataram auto-estima reduzida de acordo com a escala de Rosenberg e aumento de autoconsciência em geral e na esfera social.
Em alguns países, como a Arábia Saudita, Bahrein e Kuwait, as vítimas de ataque com ácido são psicologicamente perseguidas após o ataque. A mídia evita relatar o ataques com ácido; quando relatados, a descrição do ataque implica, muitas vezes, que o ato era inevitável, ou mesmo justificável.

## Prevalência
Não há números claros sobre os ataques com ácido. Há números de 1 500 casos anualmente, mas estima-se que os  casos não notificados sejam muito superiores. A maioria das vítimas são mulheres,  e os perpetradores são na sua maioria homens, embora este crime seja também cometido por mulheres. Organizações de ajuda e associações de auto-ajuda falam de violência baseada no género, em estruturas tradicionalmente patriarcais com poucos direitos para as mulheres e pouca proteção legal.

### Paquistão
No Paquistão aconteceu um dos casos mais extremos de ataque com ácido. Fakhra Younus  uma jovem paquistanesa,   foi vítima de um ataque ácido em 14 de maio de 2000, que lhe desfigurou completamente o rosto. Submetida a 39 cirurgias em Itália durante um período de 10 anos, suicidou-se aos 33 anos de idade.
O marido de  Fakhra, de quem estava afastada, Bilal Khar, de uma família influente e poderosa,  é o principal suspeito. Testemunhas do caso foram  ameaçadas e retiraram os depoimentos. O caso chegou a tribunal, mas num único dia de sessão, em 2003,  Bilal Khar foi inocentado e liberto.
De acordo com a Fundação Aurat do Paquistão, uma organização de direitos da mulher, foram noticiados mais de 8 500 actos de violência contra as mulheres, incluindo agressões sexuais, ataques com ácido, crimes de "honra" e casamentos forçados, no Paquistão em 2011.